# Sarotherodon melanotheron
Sarotherodon melanotheron es una especie de peces de la familia Cichlidae en el orden de los Perciformes.

## Subespecies
- Sarotherodon melanotheron heudelotii  (Duméril, 1861
- Sarotherodon melanotheron leonensis (Thys van den Audenaerde, 1971
- Sarotherodon melanotheron melanotheron (Rüppell, 1852
- Sarotherodon melanotheron nigripinnis (Guichenot, 1861
- Sarotherodon melanotheron paludinosus (Trewavas, 1983